# Víktor Gólubev
Víktor Maksímovich Gólubev (en ruso: Виктор Максимович Голубев;  Petrogrado, Imperio ruso, 17 de enero de 1915 - Moscú, Unión Soviética, 17 de mayo de 1945) fue un aviador militar soviético del avión de ataque a tierra Ilyushin Il-2  que combatió en la Segunda Guerra Mundial en la Fuerza Aérea Soviética. En el curso de dicho conflicto recibió dos veces el título de Héroe de la Unión Soviética, antes de morir en un vuelo de entrenamiento el 17 de mayo de 1945.

## Biografía

### Infancia y juventud
Víktor Gólubev nació el 17 de enero de 1915 en la ciudad de Petrogrado (actual San Petersburgo) en lo que en esa época era el Imperio ruso, en el seno de una familia rusa. Su familia se mudó a Úglich en 1918, donde permaneció hasta completar su educación inicial en 1932. Luego fue a una escuela de oficios en su ciudad natal, donde tuvo varios trabajos como mecánico antes de graduarse en el club de vuelo local en 1936. En octubre se unió al Ejército Rojo, donde inicialmente trabajó como mecánico en el 7.º Destacamento de Aviación de la NKVD. Después de graduarse en el Departamento de Aviación de la Escuela Militar de Fronteras y Tropas Internas de Járkov en septiembre de 1939, pasó a estudiar en la Escuela de Aviación Militar de Engels. Después de graduarse en Engels, en octubre de 1940, fue asignado al 209.° Regimiento de Aviación de Bombarderos.

### Segunda Guerra Mundial
Tras el inicio de la invasión alemana de la Unión Soviética, entró en combate como parte de la defensa del Frente Occidental. realizó siete salidas de combate en el bombardero ligero Su-2 antes de lesionarse y ser evacuado a la retaguardia para recibir tratamiento médico. Durante una de sus misiones con el 209.º Regimiento de Bombarderos, el 26 de julio de 1941, su artillero murió cuando el avión fue derribado por el enemigo, pero sobrevivió con heridas en la pierna y el cuello. Después de realizar un aterrizar forzoso en territorio seguro, fue llevado a un batallón médico y tratado de sus heridas, cuando regresó a su unidad unos días después, resultó que el comandante de su regimiento ya había enviado un aviso de muerte a su familia, creyéndolo muerto. Poco después fue enviado a Vorónezh para ser reentrenado para volar el avión de ataque a tierra, Ilyushin Il-2. Después de completar el entrenamiento, fue nombrado comandante de vuelo del 285.º Regimiento de Aviación de Ataque.
El 15 de mayo de 1942 fue nominado por primera vez para recibir el título de Héroe de la Unión Soviética por haber realizado 100 salidas de combate en el Il-2; el título le fue otorgado el 12 de agosto, después de que lo enviaran a volver a entrenarse para volar el biplaza Il-2. El 10 de septiembre volvió al frente para luchar en la Batalla de Stalingrado. Durante la batalla, atacó almacenes, tanques, vehículos y armas enemigos; a veces hacía hasta cuatro salidas por día. En enero de 1943 rescató seis aviones de transporte en tierra durante un período de cinco días. Ese mes voló en una misión de ataque que fue ordenada personalmente por el mayor general Serguéi Rudenko.
En febrero, el 285.º Regimiento fue honrado con la designación de guardias y se le cambió el nombre a 58.º Regimiento de Aviación de Ataque de la Guardia. Fue una de las primeras unidades en equiparse con el PTAB (en ruso, ПТАБ, acrónimo de Противотанковая Авиабомба, "Bomba de Aviación Antitanque"), una bomba antitanque de 5,5 libras (2,5 kg); la nueva bomba era mucho más eficaz para penetrar el blindaje de los tanques alemanes; Gólubev se convirtió en uno de los primeros pilotos en lanzar la nueva bomba contra una columna de tanques alemanes en la Batalla de Kursk. Por sus acciones en esta batalla como comandante de escuadrón y por realizar 148 salidas de combate adicionales en el Il-2 después de su primera nominación, recibió nuevamente el título de Héroe de la Unión Soviética el 24 de agosto de 1943.
Mientras estuvo asignado al combate, voló en los frentes occidental, central, Don, suroeste y bielorruso en las batallas de Járkov, Rostov, Kursk, Oriol, Stalingrado, Prípiat y otras ciudades. En total, durante la guerra realizó 157 salidas de combate (150 en el Il-2 y siete en el Su-2), derribó tres aviones enemigos, además de dañar una gran cantidad de equipos enemigos en tierra.
En noviembre de 1943 fue enviado a la Academia de la Fuerza Aérea en Mónino (cerca de Moscú), donde murió el 17 de mayo de 1945 en un accidente aéreo durante un vuelo de prácticas cuando estaba pilotando un Ilyushin Il-2. Fue enterrado en el cementerio Novodévichi en Moscú.

## Condecoraciones

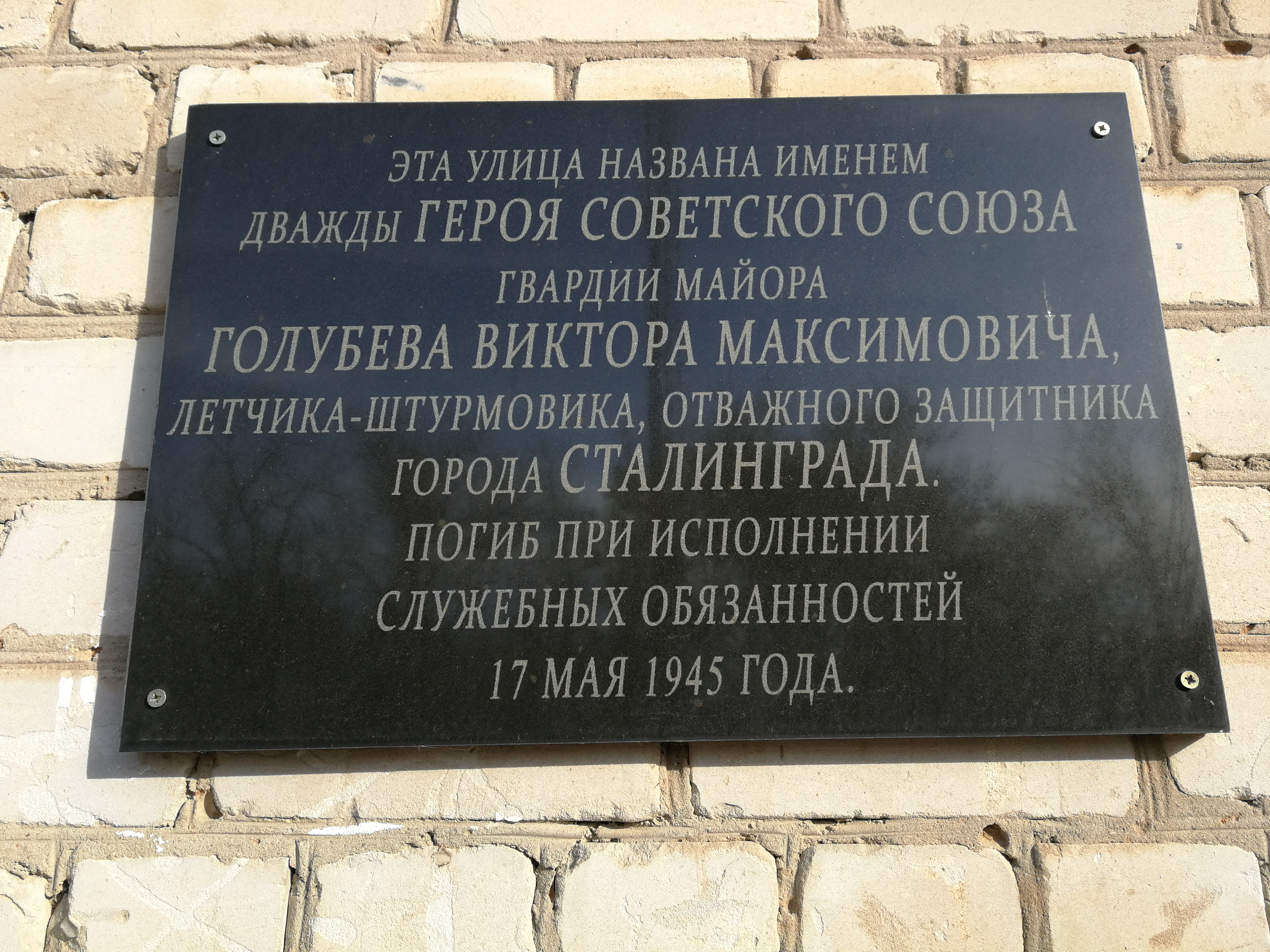
Placa conmemorativa en honor de Gólubev instalada en un edificio residencial en Volgogrado (Rusia)

A lo largo de su carrera militar Víktor Gólubev fue galardonado con las siguientes condecoraciones
|  | Héroe de la Unión Soviética (N.º 693; 12 de agosto de 1942 y N.º 13; 24 de agosto de 1943) |
|  | Orden de Lenin (N.º 8606; 12 de agosto de 1942)                                            |
|  | Orden de la Bandera Roja, dos veces (29 de diciembre de 1941 y 12 de marzo de 1942)        |
|  | Orden de la Guerra Patria de 2.do grado (10 de febrero de 1943)                            |
|  | Orden de la Estrella Roja (3 de noviembre de 1942)                                         |
|  | Medalla por la Defensa de Stalingrado                                                      |